# Dolina Aran

Dolina Aran (okcitansko: [aˈɾan]; katalonsko: [əˈɾan]; špansko: [aˈɾan]) (prej se je uradno imenoval Val d'Aran) je upravna enota (prej je bila comarca) v Kataloniji v Španiji, sestavljena iz Doline Aran, 633,5 kvadratnih kilometrov na območju Pirenejev na severozahodnem delu province Lleida.
Ta dolina je ena od samo dveh območij Španije (in edini del sedanje Katalonije), ki je na severni strani Pirenejev. Zato v tej dolini teče edina katalonska reka, ki se izliva v Atlantski ocean (iz istega razloga je za regijo značilno atlantsko podnebje namesto sredozemskega). Reka Garona teče skozi Aran od izvira na Pla de Beret (planota Beret) v bližini Port de la Bonaigua. Pridruž se ji reka Joèu (s pobočij gore Pico de Aneto), ki ponikne pri Forau de Aigualluts. Nato se ponovno pojavi v Val dera Artiga de Lin, preden pride do doline Aran, nato skozi Francijo in na koncu do Atlantskega oceana. Reka Noguera Pallaresa, katere izvir je le sto metrov od reke Garone pa teče proti Sredozemlju.
Aran meji na Francijo na severu, špansko avtonomno skupnost Aragonijo na zahodu in katalonske comarce Alta Ribagorça na jugu in Pallars Sobirà na vzhodu. Glavno mesto je Vielha s 5474 prebivalci (2014). Celotno prebivalstvo doline šteje približno 9991 (2014) oseb. Od leta 2001 je več ljudi v Aranu govorilo španščino (38,78 %) kot svoj materni jezik, sledili so ji govorci aranese (34,19 %), nato katalonščine (19,45 %), 7,56% pa jih je govorilo različne materni jezik. Medtem ko je aranese materni jezik 62,87 % ljudi, rojenih v regiji, je med prebivalci, rojenimi izven doline, manj pogost.

## Zgodovina
Leta 1313 je Jakob II. Aragonski podelil upravno in politično avtonomijo dolini Aran, katere pravne podrobnosti so opisane v latinskem rokopisu z naslovom Querimonia. Prenos moči je bil nagrada prebivalcem, ki so se zavezali pripadnosti Jakobu II. v sporu s kraljevinama Francijo in Mallorko glede nadzora nad dolino . Takšno stanje je bilo ukinjeno leta 1834, ko je bila Dolina vključena v novo provinco Lleida v okviru nastanka liberalne države.
19. oktobra 1944 so v dolino vdrli gverilci španske komunistične partije, v poskusu, da bi prišlo do padca španske diktature. Do 27. oktobra 1944 so prevzeli nadzor nad več vasmi, vendar so se morali prisilno umakniti nazaj v Francijo, potem ko je Franco poslal okrepitve za obrambo Vielhe .
Pred gradnjo predora Vielha, ki je bil odprt leta 1948, dolina Aran pozimi ni imela neposredne povezave z južno stranjo gora.
Leta 1990 je katalonski parlament obnovil avtonomijo Arana in določil okcitanščino za uradni jezik. V letu 2015 so se povečale pristojnosti institucij.

## Ime in lokalni jezik
Aranese je standardizirana oblika lokalne gaskonjske vrste okcitanskega jezika. Redno ga poučujejo v šoli že od leta 1984. Kot več drugih manjšinskih jezikov v Evropi, ki se soočajo z zatonom, Aranese doživlja preporod.
Ime Aran izvira iz baskovskega haran, kar pomeni 'dolina'. Zemljevidi in cestni znaki v Španiji uporabljajo ime era Val d'Aran, ko se sklicujejo na dolino, kjer je era edini ženski člen. Enaka praksa velja za vsa mesta in druge lokacije v Aranu, na primer, araneško črkovanje Vielha se uporablja kot katalonsko in špansko Viello in se nanaša na glavno mesto Arana.
Baskovski toponimi razkrivajo, da se je baskovščina govorila dlje na vzhod ob Pirenejih kot danes. Vse večji vpliv latinščine po prelomu prvega tisočletja, pa je začel izrivati baskovščino.

## Uprava in gospodarstvo
Upravno je Aran izjemna teritorialna enota, ki je približno enakovredna comarci z dodatnimi pooblastili in jo neuradno imenujejo kar comarca. Ta status je bil nazadnje formaliziran februarja 2015. 
Območje je razdeljeno na šest upravnih enot, imenovanih terçons (oc) (kar pomeni 'tretjina', saj so bile včasih tri enote). Trenutna ureditev izvira iz 15. stoletja. Od leta 1991 ima Aran samostojno vlado, imenovano Conselh Generau (okcitansko: 'Generalni svet').
Glavna gospodarska dejavnost v dolini je turizem; s smučišči pozimi in od drugih turističnih dejavnosti poleti. Drugi primarni sektorji gospodarstva so gozdarstvo, govedoreja in kmetijstvo, ki so od odprtja smučišč vse manj pomembni.

## Živalstvo
Številnim živalim Arana grozi izumrtje. Obstajajo programi za ponovno uvajanje in / ali zaščito:
- rjavi medved (Ursus arctos)
- belka (Lagopus mutus)
- aranski skalni kuščar (Lacerta aranica)
- brkati ser (Gypaetus barbatus)